# Тойкут
Тойкут (укр. Тойкут) — село в Ковельской городской общине Ковельского района Волынской области Украины.
Код КОАТУУ — 0722182801. Население по переписи 2001 года составляет 507 человек. Почтовый индекс — 45021. Телефонный код — 3352. Занимает площадь 209,9 км².